# هنا تاكاهاشي
هنا تاكاهاشي (باليابانية: 高橋はな) هي لاعبة كرة قدم يابانية، ولدت في 2000 في كاواغوتشي في اليابان. لعبت مع Urawa Red Diamonds Ladies ‏.

## وصلات خارجية
- هنا تاكاهاشي على موقع الاتحاد الدولي (مؤرشف)  (الإنجليزية)
- هنا تاكاهاشي على موقع الاتحاد الآسيوي (الإنجليزية)
- هنا تاكاهاشي على موقع إي إس بي إن إف سي (الإنجليزية)
- هنا تاكاهاشي على موقع قاعدة بيانات كرة القدم.إي يو (الإنجليزية)
- هنا تاكاهاشي على موقع Soccerbase.com (لاعب) (الإنجليزية)
- هنا تاكاهاشي على موقع Soccerway.com (الإنجليزية)
- هنا تاكاهاشي على موقع عالم كرة القدم.نت (الإنجليزية)
- هنا تاكاهاشي على موقع ShortTrackOnLine.info (الإنجليزية)